# Juan Mora Fernández
Juan Mora Fernández (ur. w 1784, zm. w 1854) – kostarykański polityk i sędzia; wicepreprezydent Kostaryki w latach 1837-1838, pierwszy prezydent Kostaryki od 14 kwietnia 1825 do 8 marca 1833.